# Gröna lyktan (TV-serie)
Gröna lyktan, på engelska Green Lantern: The Animated Series, är en amerikansk animerad TV-serie som sändes i 26 avsnitt på Cartoon Network-blocket DC Nation från 2011 till 2013. Serien baseras på den tecknade superhjälteserien Green Lantern, och handlar om en "rymdpoliskår" vid namn Gröna lyktornas kår, som med hjälp av en ring och ett lyktformat "kraftbatteri" får superhjältekrafter.
Huvudpersonerna är den mänskliga Gröna lyktan Hal Jordan (Josh Keaton), hans utomjordiske kollega Kilowog (Kevin Michael Richardson), Gröna lyktan-gynoiden Aya (Grey DeLisle) och den Röda lyktan Razer (Jason Spisak).